# Sinfonía fantástica
Symphonie fantastique: Épisode de la vie d'un artiste, en cinq parties, Op. 14 (en español, Sinfonía fantástica: Episodio de la vida de un artista, en cinco partes), es la primera sinfonía compuesta por Hector Berlioz en 1830. La obra está dedicada a Nicolás I de Rusia. Se trata de una sinfonía programática de gran relevancia en el Romanticismo temprano.

## Historia

### Contexto
La Symphonie fantastique no fue su primera obra de gran formato. Berlioz había completado su Messe solennelle en 1824 y la había interpretado dos veces en 1825 y en 1827. También había escrito la ópera Les francs-juges entre 1826 y 1829; y había compuesto y publicado Huit scènes de Faust en 1828. Pero no había quedado satisfecho con todas estas creaciones y rápidamente retiró la publicación prematura de Huit scènes.

### Composición
La composición de la obra se desarrolló entre febrero y abril de 1830. La inspiración surgió a raíz de su enamoramiento a primera vista de una bella doncella británica llamada Harriet Smithson. La joven era actriz y llegó a París con una compañía teatral londinense para interpretar a William Shakespeare, el héroe de Berlioz junto con Virgilio, Goethe, Lord Byron, Victor Hugo, Gluck y Beethoven. El compositor asistió a una representación de Hamlet en la que la actriz interpretaba el papel de Ofelia y allí se enamoró perdidamente de ella. Harriet pasó a ser la "amada" en el programa que explica esta sinfonía. El compositor esperaba atraer la atención de la joven con esta obra, pero inicialmente no lo consiguió. En 1832, a su regreso de Italia, emprendió una revisión de la pieza para añadirle la secuela Le retour à la vie, Op. 14b, escrita para actor, solistas, coro, piano y orquesta. Finalmente logró su propósito cuando la sinfonía y su secuela se interpretaron juntas en un concierto el 9 de diciembre de 1832 en el Conservatorio, en presencia de Harriet Smithson. Ese fue el comienzo de un tormentoso noviazgo que finalmente desembocó en su matrimonio el 3 de octubre de 1833.
Muchos años después, tras la muerte de Harriet Smithson el 3 de marzo de 1854 , Berlioz revisó la secuela, la rebautizó como Lélio ou le retour à la vie y la vinculó aún más estrechamente con Harriet. Esta versión revisada se representó el 21 de febrero de 1855 en Weimar y se publicó el mismo año.
La dedicatoria de la partitura fue para el zar Nicolás I de Rusia, debido a que el compositor tenía previsto hacer un viaje a Rusia que se materializó al año siguiente. El emperador le envió un anillo con incrustaciones de diamantes al año siguiente, sin duda en agradecimiento por la dedicatoria.

### Estreno y publicación
El estreno se celebró el 5 de diciembre de 1830 en el Conservatorio de París con la interpretación de la Orquesta de la Sociedad de Conciertos del Conservatorio dirigida por François Antoine Habeneck.
La primera edición de la pieza fue llevada a cabo en 1845 por la editorial Maurice Schlesinger en París que publicó tanto la partitura orquestal completa como las partes.

## Instrumentación

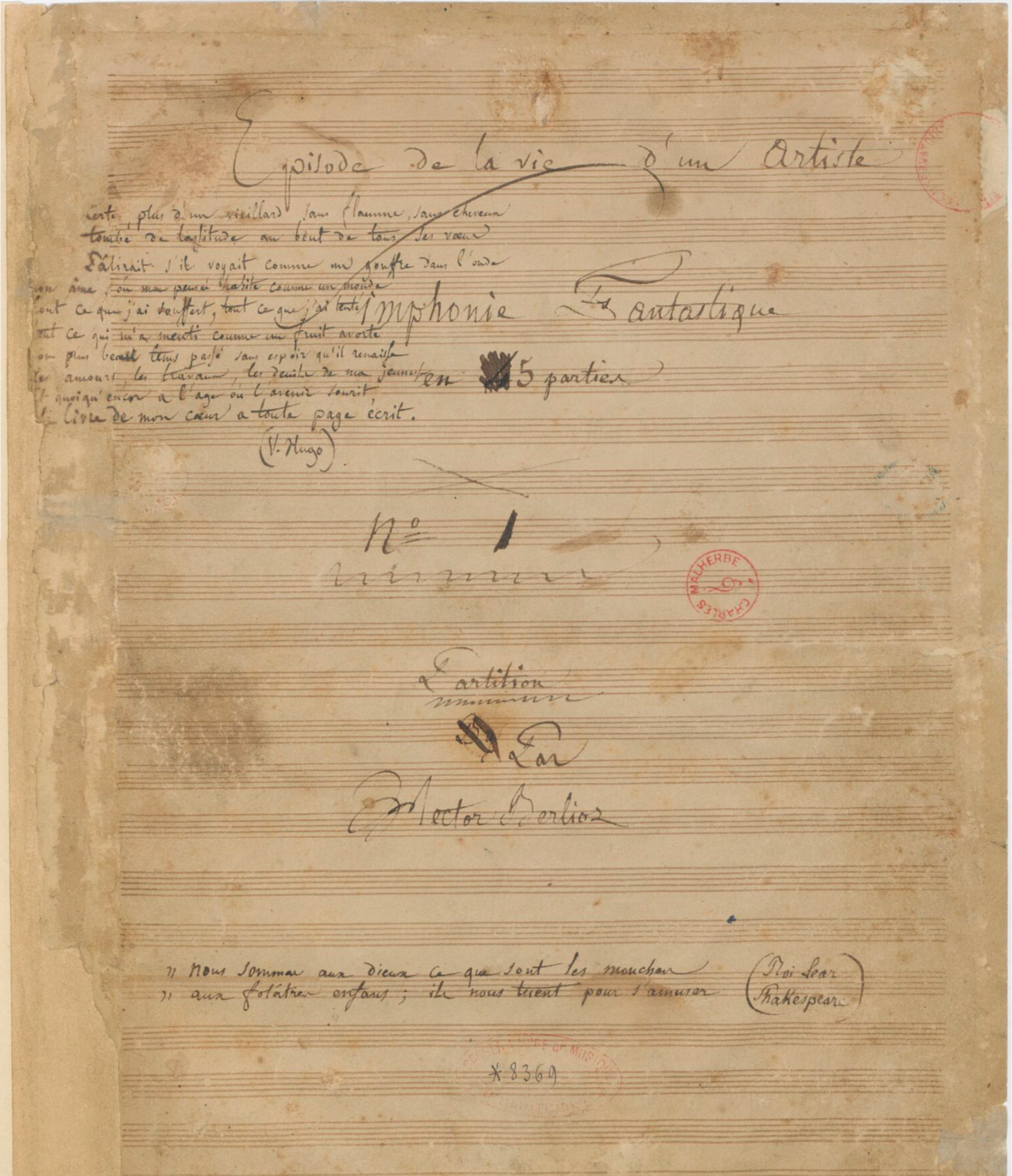
Portada de la partitura autógrafa.

La partitura está escrita para una gran orquesta formada por:
- Viento madera: 2 flautas (la segunda doblando al flautín), 2 oboes (el segundo doblando al corno inglés), 2 clarinetes, 4 fagotes.
- Viento metal: 4 trompas, 2 trompetas, 2 cornetas, 3 trombones, 2 ophicleide o tubas.
- Percusión: timbales (para cuatro intérpretes), bombo, caja, platillos, campanillas.
- Cuerda: 4 arpas y una sección de cuerdas con violines I y II, violas, violonchelos y contrabajos.

En una de las revisiones que hizo de la partitura en 1845 el compositor añadió dos cornetas a la orquestación.

## Estructura y análisis
La sinfonía consta de cinco movimientos:
- I. Rêveries – Passions. (Largo – Allegro agitato e appassionato assai – Religiosamente), en do menor / do mayor 2
2
- II. Un bal. Valse. (Allegro non troppo), en la mayor 3
8
- III. Scène aux champs. (Adagio), en fa mayor 6
8
- IV. Marche au supplice. (Allegretto non troppo), en sol menor 2
2
- V. Songe d'une nuit du sabbat. (Larghetto – Allegro), en do mayor 3
4

La interpretación de esta obra dura aproximadamente entre 50 y 55 minutos. Se estructura en cinco movimientos, en lugar de los cuatro habituales en las sinfonías de la época. La estructura es similar a la Sinfonía Pastoral de Beethoven, aunque aquí el escenario es mucho más escabroso. Marcó a la vez la culminación de los años de aprendizaje del maestro francés y el punto de partida de su obra madura. Una influencia fundamental son las sinfonías de Beethoven, que descubrió en 1828 y le revelaron el potencial expresivo de la sinfonía como forma musical. Se pueden percibir ecos deliberados de Beethoven en el tercer movimiento. Pero la Sinfonía fantástica habita en un nuevo mundo de sonido y expresión musical.
Constituye uno de los ejemplos más célebres de música programática que va acompañada de un programa muy detallado y de asociaciones autobiográficas. El compositor escribió un programa para la sinfonía, al que le realizó una serie de cambios entre 1830 y 1855. La historia nos presenta a un músico joven y sensible que, en un paroxismo de desesperación amorosa, intenta suicidarse pero sólo toma suficiente opio para inducirse unas alucinaciones, en las que su amada aparece como una melodía recurrente con varias personalidades y finalmente como una bacante en un ritual satánico. A continuación se presenta la versión de la primera edición de la partitura en 1845, que es la más extensa:

Programme

«Le compositeur a eu pour but de développer, dans ce qu’elles ont de musical, différentes situations de la vie d’un artiste. Le plan du drame instrumental, privé du secours de la parole, a besoin d’être exposé d’avance. Le programme suivant doit donc être considéré comme le texte parlé d’un opéra, servant à amener des morceaux de musique, dont il motive le caractère et l’expression.»
Programa

«El objetivo del compositor era desarrollar, en toda su musicalidad, diferentes situaciones de la vida de un artista. El plan del drama instrumental, privado de la ayuda de la palabra hablada, debe establecerse de antemano. El siguiente programa debe considerarse, por tanto, como el texto hablado de una ópera, que sirve para conducir a las piezas musicales, cuyo carácter y expresión motiva.»

### I.Rêveries – Passions
El programa de Berlioz dice:

Rêveries – Passions (première partie)

«L’auteur suppose qu’un jeune musicien, affecté de cette maladie morale qu’un écrivain célèbre appelle le vague des passions, voit pour la première fois une femme qui réunit tous les charmes de l’être idéal que rêvait son imagination, et en devient éperdument épris. Par une singulière bizarrerie, l’image chérie ne se présente jamais à l’esprit de l’artiste que liée à une pensée musicale, dans laquelle il trouve un certain caractère passionné, mais noble et timide comme celui qu’il prête à l’être aimé.

Ce reflet mélodique avec son modèle le poursuivent sans cesse comme une double idée fixe. Telle est la raison de l’apparition constante, dans tous les morceaux de la symphonie, de la mélodie qui commence le premier allegro. Le passage de cet état de rêverie mélancolique, interrompue par quelques accès de joie sans sujet, à celui d’une passion délirante, avec ses mouvements de fureur, de jalousie, ses retours de tendresse, ses larmes, etc., est le sujet du premier morceau.»
Fantasías – Pasiones (primera parte)

«El autor imagina que un joven músico, afectado por una enfermedad del espíritu llamada por un famoso escritor la vaguedad de las pasiones, ve por primera vez a una mujer que reúne todos los encantos del ser ideal que su imaginación había soñado y se enamora perdidamente de ella. Por una extraña anomalía, la imagen amada no aparece nunca en la mente del artista sin estar asociada a una idea musical, en la cual él reconoce un cierto carácter apasionado, pero también noble y tímido como el que corresponde al ser amado.

Esta imagen melódica y su modelo lo persiguen sin cesar, como una doble idea fija. Esta es la razón de la aparición constante en todos los movimientos de la sinfonía de la melodía que inicia el primer allegro. Las transiciones de este estado de melancolía soñadora, interrumpida por ocasionales estallidos de júbilo inexplicable, hacia delirantes pasiones, con sus estallidos de furia y celosía, sus retornos a la ternura, sus lágrimas, sus consuelos religiosos, etc., todo eso forma el sujeto del primer movimiento.»

El primer movimiento se titula "Rêveries – Passions" que significa "Fantasías – Pasiones". Lleva las indicaciones de tempo Largo – Allegro agitato e appassionato assai – Religiosamente y está escrito en la tonalidad de do menor que pasa a do mayor y en el compás alla breve. Se abre con una larga introducción, marcada Largo, que está en do menor y representa la desesperación del héroe. El cuerpo principal del movimiento, marcado Allegro agitato e appassionato assai, está en do mayor que más tarde pasará a sol mayor. La estructura responde una forma sonata con repetición de la exposición. Aunque presenta una estructura similar a la forma sonata del Clasicismo, es radical en su contorno armónico que construye una gran vuelta a la tonalidad inicial. Por ello los críticos parisienses consideraron esto como poco convencional. La melodía característica que representa a la amada del joven artista es el tema principal de la sonata o idée fixe, que reaparece en el desarrollo, en la recapitulación y en la coda. El tema en sí fue tomado de su scène lyrique "Herminie" de 1828. Hay una sencillez en la estructura en que se presentan las melodías y los temas, que Robert Schumann comparó con las ideas de los epigramas de Beethoven que podrían ampliarse si el compositor hubiera querido. En parte, es porque Berlioz rechazó escribir las melodías más simétricas que en aquel entonces era la moda académica y en su lugar buscó melodías que fueran «tan intensas en cada nota como para desafiar la armonización normal», como lo expresó Schumann. Se cierra con una coda de notable longitud y brillo contrapuntístico.
El famoso escritor al que alude el programa es François-René de Chateaubriand, cuya expresión "vague des passions" es traducida como "oleada de pasiones" o "insinuación de pasiones", significa "una forma de melancolía romántica por excelencia en la que la imaginación se alimenta de sus propios deseos", "todo lo que hay de indeterminado, de no fijo en un objeto concreto, en las emociones humanas".     

### II.Un bal. Valse
El programa de Berlioz dice:

Un bal (deuxième partie)

«L’artiste est placé dans les circonstances de la vie les plus diverses, au milieu du tumulte d’une fête, dans la paisible contemplation des beautés de la nature; mais partout, à la ville, aux champs, l’image chérie vient se présenter à lui et jeter le trouble dans son âme.»
Un bal (segunda parte)

«El artista se encuentra en las más diversas situaciones de la vida, en medio del tumulto de una fiesta, en la pacífica contemplación de las bellas vistas de la naturaleza; mas, por todas partes, ya sea en el pueblo o en el campo, la imagen amada sigue persiguiéndolo y turba su alma.»

El segundo movimiento se titula "Un bal. Valse" que significa "Un baile. Vals". Lleva la indicación de tempo Allegro non troppo, está escrito en la mayor y en compás de 3/8. Se trata de un vals con el que evoca una música de danza, en la que el artista vislumbra a su amada otra vez con los giros de la danza. Se inicia con una misteriosa introducción que crea una atmósfera de emoción inminente, seguida por un pasaje dominado por las dos arpas. Luego aparece el tema del vals que fluye, derivado de la idée fixe primero y transformado después. Las declaraciones más formales de la idée fixe interrumpen dos veces durante el vals. Carece de trío pero cuenta con una sección contrastante en fa mayor, en la cual la flauta y el oboe interpretan al unísono el tema de la amada.

### III.Scène aux champs
El programa de Berlioz dice:

Scène aux champs (troisième partie)

«Se trouvant un soir à la campagne, il entend au loin deux pâtres qui dialoguent un Ranz des vaches; ce duo pastoral, le lieu de la scène, le léger bruissement des arbres doucement agités par le vent, quelques motifs d’espérance qu’il a conçus depuis peu, tout concourt à rendre à son cœur un calme inaccoutumé et à donner à ses idées une couleur plus riante. Il réfléchit sur son isolement; il espère n’être bientôt plus seul... Mais si elle le trompait!... Ce mélange d’espoir et de crainte, ces idées de bonheur troublées par quelques noirs pressentiments, forment le sujet de l’adagio. À la fin, l’un des pâtres reprend le Ranz des vaches; l’autre ne répond plus... Bruit éloigné de tonnerre... solitude... silence...»
Escena en el campo (tercera parte)

«Encontrándose en el campo al anochecer, él oye dos pastores en la distancia dialogando con su "Ranz des vaches"; este dueto pastoral, el entorno, el gentil rumor de los árboles dulcemente agitados por el viento, algunos motivos de esperanza que acaba de concebir, todo ello conspira para retornar a su corazón un inusual sentimiento de calma y dar a sus pensamientos un color más alegre. Medita sobre su soledad y confía que pronto ya no estará solo... Pero ¡y si ella lo engañase!... Esta mezcla de esperanza y miedo, estas ideas de felicidad, perturbadas por oscuras premoniciones, forman el sujeto del Adagio. Al final, uno de los pastores reanuda su "Ranz des vaches"; el otro ya no responde... Sonido lejano de truenos... soledad... silencio...»

El tercer movimiento se titula "Scène aux champs" que quiere decir "Escena en el campo". Lleva la indicación de tempo Adagio, está escrito en fa mayor y en compás de 6/8. Empieza y termina con un dúo antifonal de los dos pastores mencionados en el programa que están representados por un corno inglés y un oboe fuera del escenario que dialogan con una melodía evocadora. La canción mencionada en el programa, "Ranz des vaches", es una melodía tradicional que solían tocar en la trompa los pastores suizos mientras conducen el rebaño hacia los pastos. Tras esto suena el tema principal en la flauta y los violines. Berlioz rescató este tema de su Messe solennelle abandonada. Casi al final de una sección central de forma libre vuelve a sonar el tema de la amada en el oboe y la flauta. La conclusión representa una tormenta lejana mediante los cuatro intérpretes de timbal que tocan un redoble muy suave, un recurso típico de Berlioz, con el que imitan el sonido del trueno distante antes de que los dos pastores conduzcan sus rebaños de vuelta a casa. 

### IV.Marche au supplice
El programa de Berlioz dice:

Marche au supplice (quatrième partie)

«Ayant acquis la certitude que non seulement celle qu'il adore ne répond pas à son amour, mais qu'elle est incapable de le comprendre, et que, de plus, elle en est indigne, l'artiste s'empoisonne avec de l'opium. La dose du narcotique, trop faible pour lui donner la mort, le plonge dans un sommeil accompagné des plus horribles visions. Il rêve qu'il a tué celle qu'il aimait, qu'il est condamné, conduit au supplice, et qu'il assiste à sa propre exécution. Le cortège s'avance aux sons d'une marche tantôt sombre et farouche, tantôt brillante et solennelle, dans laquelle un bruit sourd de pas graves succède sans transition aux éclats les plus bruyants. À la fin de la marche, les quatre premières mesures de l'idée fixe réapparaissent comme une dernière pensée d'amour interrompue par le coup fatal. On entend alors quatre notes descendantes représentant la tête du condamné qui roule.»
Marcha al cadalso (cuarta parte)

«Convencido que aquella a la que adora no solo no corresponde a su amor, sino que además es incapaz de comprenderlo y es indigna de él, el artista se envenena con opio. La dosis del narcótico, demasiado débil para causarle la muerte, lo sumerge en un profundo sueño acompañado por las más horribles visiones. Sueña que ha asesinado a la amada, que es condenado, conducido al cadalso y que es testigo de su propia ejecución. El cortejo avanza al son de una marcha que es unas veces salvaje y sombría, otras brillante y solemne, en la cual el sordo fragor de pasos graves sigue sin enlace a los estallidos más ruidosos. Al final de la marcha los primeros cuatro compases de la idea fija reaparecen como un pensamiento final de amor interrumpido por el golpe fatal. Se oyen entonces cuatro notas descendentes representando la cabeza del condenado que rueda.»

El cuarto movimiento se titula "Marche au supplice" que significa "Marcha al cadalso". Lleva la indicación de tempo Allegretto non troppo y está escrito en sol menor y en compás alla breve. Beethoven en su Sinfonía Pastoral había desatado una tormenta. Berlioz, por su parte, recrea una escena de la Revolución que concluye con la muerte del protagonista. El artista sueña que ha sido condenado a muerte por matar a su amada y es guillotinado mientras la multitud grita. Berlioz afirmó haber escrito este movimiento en una sola noche, reconstruyendo música de su ópera inacabada Les francs-juges. Se inicia con seisillos en los timbales, que tienen la siguiente indicación en la partitura: "la primera corchea de cada medio compás se va a tocar con dos baquetas y las otros cinco con la baqueta derecha". Discurre como una marcha llena de atronadores fogonazos en los metales, pasajes apresurados y figuras fugaces que reaparecerán en el Finale. Antes de la ejecución hay un breve recuerdo nostálgico del tema de la amada en un solo de clarinete, como si representara el último pensamiento del hombre que pronto será ejecutado. Su cabeza decapitada rueda y cae en una cesta mientras suena un pizzicato. Hay una repetición que habitualmente es ignorada en las interpretaciones del siglo XX.

### V.Songe d'une nuit du sabbat
El programa de Berlioz dice:

Songe d'une nuit du Sabbat (cinquième partie)

«Il se voit au sabbat, au milieu d’une troupe affreuse d’ombres, de sorciers, de monstres de toute espèce, réunis pour ses funérailles. Bruits étranges, gémissements, éclats de rire, cris lointains auxquels d’autres cris semblent répondre. La mélodie aimée reparaît encore, mais elle a perdu son caractère de noblesse et de timidité ; ce n’est plus qu’un air de danse ignoble, trivial et grotesque : c’est elle qui vient au sabbat... Rugissement de joie à son arrivée... Elle se mêle à l’orgie diabolique... Glas funèbre, parodie burlesque du Dies irae, ronde du Sabbat. La ronde du Sabbat et le Dies irae ensemble.»
Sueño de una noche de aquelarre (quinta parte)

«Se ve a sí mismo en un aquelarre, en medio de un espantoso encuentro de sombras, brujas, hechiceros y monstruos de todo tipo que han venido a su funeral. Sonidos extraños, gemidos, estallidos de risa; gritos distantes a los que otros gritos parecen responder. La amada melodía aparece una vez más, pero ha perdido su carácter noble y tímido; ya no es más que una vulgar tonada de danza, trivial y grotesca: es ella que viene al aquelarre... Rugido de júbilo a su llegada... Ella se une a la diabólica orgía... Toque de difuntos, parodia burlesca del Dies irae, ronda del aquelarre. La ronda del aquelarre y el Dies irae juntos.»

El quinto y último movimiento se titula "Songe d'une nuit du sabbat" que significa "Sueño de una noche de aquelarre". Lleva las indicaciones de tempo Larghetto – Allegro non troppo, está escrito en do mayor y en compás alla breve. Beethoven representa unos alegres campesinos en su Sinfonía Pastoral. Berlioz fue mucho más allá creando un aquelarre de brujas, sin precedentes en la música anterior a 1830. Liberó el color orquestal, derrocó la tiranía de las líneas de compás, los acentos descendentes y el dogma académico. El Finale se estructura en una introducción y cuatro secciones:
- La introducción (cc. 1-20) es un Larghetto en mi bemol mayor y en 4/4. Crea una atmósfera inquietante y ominosa mediante variaciones dinámicas y efectos instrumentales, particularmente trémolo, pizzicato y sforzando en las cuerdas.
- La sección I (cc. 21-126) es un Allegro en 6/8. Regresa la idée fixe o melodía de la amada como una danza aquí aparece distorsionada y vulgarizada por el clarinete en do. En el compás 29 se interrumpe por un fragmento marcado Allegro Assai en 2/2. En el compás 40 reaparece la idée fixe de manera destacada en un solo de clarinete en mi bemol, que proporciona un timbre más agudo y estridente que el clarinete en do. En el compás 80 toda la orquesta toca al unísono cuatro negras descendentes en ritmo alla breve. Tras esto se retoma el Allegro en 6/8, esta sección presenta la introducción de las campanas y fragmentos de la danza de las brujas. El sonido de unas campanas lejanas, que se tocan desde fuera del escenario, da paso a la siguiente parte.
- La sección II (cc. 127-240) lleva el subtítulo "Dies irae". En el compás 127 arranca el motivo derivado del Dies irae, la secuencia en latín del gregoriano del siglo XIII . Inicialmente es interpretado al unísono por una insólita combinación de cuatro fagotes y dos figles (tubas) con el acompañamiento de campanas. En el compás 222 el motivo de la Danza de las brujas se presenta de manera repetida en las cuerdas, hasta que es interrumpido por tres notas sincopadas en los metales que conducen a la siguiente parte.
- La sección III (cc. 241-413) lleva el subtítulo "Ronde du sabbat". Es la Danza de las brujas y aquí el motivo finalmente se expresa por completo en forma de fuga. La melodía del Dies irae hace una tímida aparición en el compás 348.
- La sección IV (cc. 414-final) lleva el subtítulo "Dies irae et Ronde du Sabbat (ensemble)". Se combinan la sombría melodía del Dies irae y la salvaje fuga de la Danza de las brujas hasta que esta última triunfa de manera electrizante. Se emplea una gran cantidad de efectos como el misterioso "col legno" en las cuerdas que sugiere esqueletos danzantes o el burbujeo del caldero de las brujas ante las ráfagas de viento.

## Recepción de la obra

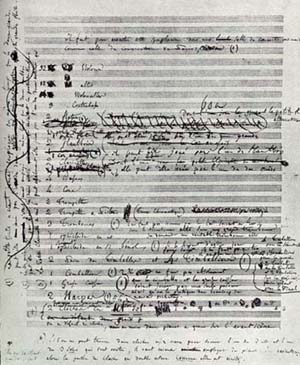
Primera página de la partitura manuscrita de la Sinfonía fantástica de Berlioz.

La Sinfonía fantástica ha sido descrita como la primera sinfonía más notable jamás escrita por un compositor. Beethoven, el más grande de los compositores sinfónicos, comenzó su andadura en el género con una primera sinfonía que, aunque escrita con maestría y seguridad, está hecha a pequeña escala, singularmente carente de pasión y da pocas muestras de las obras maestras que vendrían después. Por su parte, Berlioz creó una primera sinfonía que constituyó una revolución musical en sí misma debido a su audaz originalidad, escala, imaginación, rango expresivo y maestría orquestal. El gran éxito de esta junto con las otras tres sinfonías de Berlioz, tuvo una desventaja a largo plazo para el maestro. Para su frustración, fue identificado y etiquetado principalmente como "sinfonista", especialmente a los ojos del público francés, en lugar de un músico que pudiera producir obras maestras en una gama más amplia de géneros, coral, vocal y operístico.
Leonard Bernstein describió la sinfonía como la primera expedición musical a la psicodelia debido a su naturaleza alucinógena y soñadora, y porque la historia sugiere que Berlioz compuso al menos una parte de ella bajo la influencia del opio. Según Bernstein, "Berlioz lo cuenta tal y como es. Haces un viaje, y terminas gritando en tu propio funeral".

## Influencia
Esta pieza tuvo una profunda influencia en compositores posteriores, como Richard Strauss y Gustav Mahler, entre otros. Franz Liszt quedó tan impresionado por la obra en su primera interpretación que elaboró una adaptación para piano.

## En la cultura popular
Esta obra ha servido de inspiración a artistas musicales de diversos géneros para crear sus propias versiones. Tanto las adaptaciones como las interpretaciones de la pieza original han sido incluidas en multitud de bandas sonoras de películas, programas de televisión, videojuegos, etc.

### Adaptaciones
- 1833 – Symphonie fantastique, S. 470, reducción para piano hecha por Franz Liszt a partir de esta obra.[3]
- 1959 – "La mort", canción del álbum La Valse à mille temps del cantante belga Jacques Brel que usa el motivo del Dies irae.
- 1980 – "The Shining (Main Title)", tema de la banda sonora la película El resplandor que es una adaptación de la última parte del Finale escrita por las compositoras de música electrónica estadounidenses Wendy Carlos y Rachel Elkind.
- 2012 – "Yuck!" tema del disco Based on a T.R.U. Story de los raperos estadounidenses 2 Chainz y Lil Wayne que utiliza fragmentos del Finale como sample.
- 2012 – "Escape From Midwich Valley" canción del álbum EP I del músico de synthwave francés Carpenter Brut.

### Inclusión en bandas sonoras
- 1943 – Batman, film dirigido por Lambert Hillyer en cuya banda sonora se puede escuchar esta obra.
- 1971 – Doctor Who, serie televisiva británica en cuyo episodio 8x22 "The Dæmons: Episode Two" se puede escuchar el cuarto movimiento.
- 1980 – El resplandor, película dirigida por Stanley Kubrick en cuyo inicio se puede escuchar el motivo del "Dies irae" del Finale en una adaptación hecha pro Wendy Carlos y Rachel Elkind.
- 1994-95 – Legend of the Galactic Heroes, serie de animación en la que se pueden escuchar en varios episodios los movimientos I, III, IV y V de la obra.
- 1998 – Gauntlet Legends, videojuego en cuya banda sonora se incluye el Finale.
- 2015 – Equals, película dirigida por Drake Doremus en la que se puede escuchar el tercer movimiento.
- 2017 – El hilo invisible, film dirigido por Paul Thomas Anderson que incluye el segundo movimiento.
- 2018 – Mozart in the Jungle, serie televisiva estadounidense en cuyos episodio 4x07 "We're Not Robots" se escucha el primer movimiento.
- 2018 – Roma, largometraje dirigido por Alfonso Cuarón que contiene el segundo movimiento en su banda sonora.

## Discografía selecta
Esta pieza ha sido grabada en numerosas ocasiones:
- 1949 – Charles Munch, Orquesta de la Radiodifusión-Televisión Francesa (Columbia Pathé-Marconi; report CD (Mono) Cascavelle collection Flash-Back 1991) grabación pública en el Teatro de los Campos Elíseos el 5 de julio de 1949.
- 1956 – Charles Munch, Orquesta Sinfónica de Boston (RCA).
- 1957 – Dimitri Mitrópoulos, Orquesta Filarmónica de Nueva York (Columbia).
- 1958 – André Cluytens, Orquesta Philharmonia (EMI).
- 1958 – Pierre Monteux, Orquesta Filarmónica de Viena (Decca).
- 1959 – Thomas Beecham, Orquesta Nacional de la RTF (EMI).
- 1959 – Paul Paray, Orquesta Sinfónica de Detroit (Mercury).
- 1961 – Ígor Markévich, Orquesta Lamoureux (DG).
- 1964 – Colin Davis, Orquesta Sinfónica de Londres (Philips).
- 1967 – Charles Munch, Orquesta de París (EMI).
- 1973 – Seiji Ozawa, Orquesta Sinfónica de Boston (Deutsche Grammophon).
- 1974 – Colin Davis, Orquesta Real del Concertgebouw (Philips).
- 1975 – Herbert Von Karajan, Orquesta Filarmónica de Berlín (Deutsche Grammophon).
- 1982 – Lorin Maazel, Orquesta de Cleveland (Telarc).
- 1991 – Colin Davis, Orquesta Filarmónica de Viena (Philips).
- 1993 – John Eliot Gardiner, Orquesta de la Revolucionaria y Romántica (Philips).
- 1996 – Daniel Barenboim, Orquesta Sinfónica de Chicago (Teldec).
- 2008 – Simon Rattle, Orquesta Filarmónica de Berlín (Warner Classics).
- 2009 – Jos Van Immerseel, Anima Eterna Brugge (Zig-Zag Territoires).
- 2010 – François-Xavier Roth, Les Siècles (Musicales Actes Sud).